# Dioptas
Dioptas je smaragdno zeleni do plavozeleni bakreni ciklosilikatni mineral. Proziran je do poluproziran, a sjaj mu je staklast do poludijamantan. Kemijska formula dioptasa glasi: Cu2+6Si6O12·6(OH)2.  Tvrdoća mu je jednaka tvrdoći zubne cakline i iznosi 5. Pored toga, dioptas je vrlo lomljiv te se s uzorcima treba postupati vrlo pažljivo. To je trigonski mineral, koji formira šesterostrane kristale koji završavaju romboedrom.

## Povijest minerala
Krajem 18. stoljeća, rudari bakra u Kazahstanu mislili su da su pronašli ležišta smaragda o kojem su sanjali. Naišli su na fantastične šupljine unutar kvarcnih žila u vapnencu, ispunjene tisućama sjajnih smaragdnozelenih prozirnih kristala. Kristali su poslani na analizu u Moskvu (Rusija). Pokazalo se da je tvrdoća ovih minerala (5) manja od one koju imaju smaragdi (8), te ih je bilo lako razlikovati. Kasnije, 1797. godine René Just Haüy, slavni francuski mineralog, utvrdio je da je zagonetni kazahstanski mineral zapravo za znanost posve novi mineral, te ga je nazvao dioptas (grč. dia, "kroz" te optima, "vid"), aludirajući na dva sustava kalavosti koja se mogu vidjeti unutar neoštećenih kristala.

## Ležišta i nalazišta
Dioptas je vrlo rijedak mineral kojeg se većinom može naći u pustinjskim predjelima gdje se pojavljuje kao sekundarni mineral u oksidiranim zonama ležišta Cu-sulfidnih minerala. Proces njegove kristalizacije nije jednostavan. Oksidacija bakrenih sulfida mora biti slaba da bi kristalizirao dioptas, s obzirom na to da je silicij obično gotovo netopiv u vodi (topiv je samo kad je u pitanju vrlo jaka lužina). Oksidacija sulfida omogućit će oslobađanje visokokiselih fluida bogatih sumpornom kiselinom koja mora zaustaviti silicijevo otapanje.
U suhim klimama te uz dovoljno vremena, osobito u područjima mineralnih ležišta gdje se kiseline nalaze unutar karbonata, malene količine silicija mogu reagirati s otopljenim bakrom, formirajući tako dioptas i krizokolu.
Iz rudnika Altyn Tube još uvijek se vade lijepi uzorci, a smećkasta kvarcitna podloga razlikuje ih od ostalih lokaliteta. Najljepši uzorci nađeni su u danas zatvorenom rudniku Tsumeb u Namibiji. Dioptasi iz Tsumeba imaju prekrasan sjaj i prozirni su, a kristali često rastu na atraktivnom karbonatnom matriksu snježno bijele boje. Dioptase također nalazimo u pustinjama na sjeverozapadu SAD-a. Veća ležišta tamo su rudnik Mammoth-Saint Anthony u Tigeru (Arizona), gdje se mogu pronaći fini siđušni kristali. Uz to, velike količine malih, blijedozelenih kristala dioptasa mogu se pronaći u rudniku Christmas kraj Haydena, Arizona. Konačno, zanimljivo ležište je i Mapaso Quarry u Argentini. Ovdje rastu plavo-zeleni dioptasi, unutar kvarca. Čini se da je u ovom ležištu dioptas primarni mineral te da je kristalizirao zajedno s kvarcom, prirodnim bakrom i malahitom.

## Upotreba
Dioptas je popularni mineral kolekcionarskih zbirki i često se brusi u obliku smaragda. Dioptas i krizokola su jedini relativno česti Cu-silikatni minerali. Rijetki dragulji dioptasa ne bi nikada smjeli biti izloženi ultrazvučnom čišćenju, u protivnom bi se krhki dragi kamen zdrobio.

## Vanjske poveznice
- Hurlbut, Cornelius S.; Klein, Cornelis, 1985, Manual of Mineralogy, 20th ed., ISBN 0-471-80580-7 (engl.)
- Mineral Galleries (engl.)
- Webmineral (engl.)
- Mindat.org (engl.)
- Mineral Gallery  Arhivirana inačica izvorne stranice od 6. prosinca 2006. (Wayback Machine) (engl.)